# ゴルフ5レディスプロゴルフトーナメント
ゴルフ5レディスプロゴルフトーナメントは、日本女子プロゴルフ協会の公認、ゴルフ用品専門店「ゴルフ5」を運営する株式会社アルペンの主催により、毎年9月第1週にアルペンが運営するゴルフ場で開催されている女子プロゴルフトーナメントである。2024年現在、賞金総額7000万円、優勝賞金1260万円。2020年大会は新型コロナウイルス感染拡大防止対策による影響で無観客開催として行われた。2022年はアルペングループ創業50周年記念大会として開催。

## 概要
1996年から始まった大会で、近年は毎年ゴルフ5系列のゴルフ場をサーキット方式で持ち回りし、会場を決定して行われて居る。

## テレビ中継
テレビ中継は大会2日目・最終日の模様をテレビ東京を始めとするTXN系列6局及び独立局の岐阜放送、びわ湖放送、奈良テレビ放送、JNN系列の琉球放送、CS放送のゴルフネットワーク、同じくCS放送のスカイAで、更に最終日のみBSテレ東（旧:BSジャパン）でいずれも録画放送されていた。2015年以降は地上波での放送はなくなり、BSテレ東・ゴルフネットワーク（とことん1番ホール生中継）・スカイA（後日遅れネット放送）のみでの放送となった。

## 歴代優勝者・開催コース
| 開催回 | 開催年 | 優勝者名                   | 開催地 | 開催コース                        |
| ------ | ------ | -------------------------- | ------ | --------------------------------- |
| 第30回 | 2025年 | 不明の旗                   | 千葉県 | ゴルフ5カントリーオークビレッヂ   |
| 第29回 | 2024年 | 竹田麗央                   | 岐阜県 | ゴルフ5カントリーみずなみコース   |
| 第28回 | 2023年 | 櫻井心那                   | 北海道 | ゴルフ5カントリー美唄コース       |
| 第27回 | 2022年 | セキ・ユウティン           | 千葉県 | ゴルフ5カントリーオークビレッヂ   |
| 第26回 | 2021年 | 吉田優利                   | 三重県 | ゴルフ5カントリー四日市コース     |
| 第25回 | 2020年 | 小祝さくら                 | 岐阜県 | ゴルフ5カントリーみずなみコース   |
| 第24回 | 2019年 | イ・ミニョン               | 茨城県 | ゴルフ5カントリーサニーフィールド |
| 第23回 | 2018年 | 申智愛                     | 岐阜県 | ゴルフ5カントリーみずなみコース   |
| 第22回 | 2017年 | オナリン・サタヤバンポット | 千葉県 | ゴルフ5カントリーオークビレッヂ   |
| 第21回 | 2016年 | 穴井詩                     | 北海道 | ゴルフ5カントリー美唄コース       |
| 第20回 | 2015年 | イ・ボミ                   | 岐阜県 | みずなみカントリー倶楽部          |
| 第19回 | 2014年 | 大山志保                   | 岐阜県 | みずなみカントリー倶楽部          |
| 第18回 | 2013年 | 吉田弓美子                 | 北海道 | アルペンゴルフクラブ 美唄コース   |
| 第17回 | 2012年 | アン・ソンジュ             | 岐阜県 | みずなみカントリー倶楽部          |
| 第16回 | 2011年 | 葉莉英                     | 岐阜県 | みずなみカントリー倶楽部          |
| 第15回 | 2010年 | 飯島茜                     | 岐阜県 | みずなみカントリー倶楽部          |
| 第14回 | 2009年 | 諸見里しのぶ               | 岐阜県 | みずなみカントリー倶楽部          |
| 第13回 | 2008年 | 藤田幸希                   | 岐阜県 | みずなみカントリー倶楽部          |
| 第12回 | 2007年 | 飯島茜                     | 北海道 | アルペンゴルフクラブ 美唄コース   |
| 第11回 | 2006年 | ウェイ・ユンジェ           | 北海道 | アルペンゴルフクラブ 美唄コース   |
| 第10回 | 2005年 | 不動裕理                   | 岐阜県 | みずなみカントリー倶楽部          |
| 第9回  | 2004年 | 不動裕理                   | 北海道 | アルペンゴルフクラブ 美唄コース   |
| 第8回  | 2003年 | 高橋美保子                 | 岐阜県 | みずなみカントリー倶楽部          |
| 第7回  | 2002年 | 塩谷育代                   | 岐阜県 | みずなみカントリー倶楽部          |
| 第6回  | 2001年 | 呂曉娟                     | 岐阜県 | みずなみカントリー倶楽部          |
| 第5回  | 2000年 | 元載淑                     | 岐阜県 | みずなみカントリー倶楽部          |
| 第4回  | 1999年 | 中野晶                     | 岐阜県 | みずなみカントリー倶楽部          |
| 第3回  | 1998年 | 福嶋晃子                   | 岐阜県 | みずなみカントリー倶楽部          |
| 第2回  | 1997年 | 福嶋晃子                   | 岐阜県 | みずなみカントリー倶楽部          |
| 第1回  | 1996年 | 入江由香                   | 岐阜県 | みずなみカントリー倶楽部          |